# 風信子 (松浦亜弥の曲)
「風信子」（ヒヤシンス）は、松浦亜弥の13枚目のシングル。2004年3月10日に発売された。

## 概要
テレビ東京系『田舎に泊まろう!』二代目エンディングテーマ。
表題曲『風信子』は谷村新司が死の前年に行ったリサイタルでセルフカバーされ、後に2022年7月13日に『SHINJI TANIMURA RECITAL 2022「THE SINGER」 ～夢のその先～』として映像作品に纏められた。同時に楽曲音源のみのハイレゾ配信などもOTOTOY等各種配信サイトで開始。
カップリング曲「初恋」は、角川映画『ほたるの星』主題歌。

## 収録曲
1. 風信子 [4:44]
作詞・作曲：谷村新司、編曲：小島久政
2. 逢いたくて [4:15]
作詞・作曲：谷村新司、編曲：小島久政
3. 初恋 [5:03]
作詞・作曲：つんく、編曲：平田祥一郎
4. 風信子（Instrumental） [4:41]

## 参加ミュージシャン
風信子
- ギター：小島久政
- ベース：岡尚史
- キーボード：松田真人
- ドラム：伊藤史朗
- シンセサイザープログラム：栗山善親
- バッキングボーカル：高尾直樹・比山貴咏史・斉藤妙子・山田洋子

逢いたくて
- ギター：小島久政
- キーボード：松田真人
- シンセサイザープログラム：栗山善親
- アルトサックス：淵野繁雄・近藤和彦
- トロンボーン：清岡太郎・佐野聡
- バッキングボーカル：高尾直樹・比山貴咏史・斉藤妙子・山田洋子
- ビブラフォン：金山功

初恋
- プログラミング：平田祥一郎
- コーラス：松浦亜弥